# グレートブリテン貴族
グレートブリテン貴族 （英語：Peerage of Great Britain）は、1707年合同法成立後から1800年合同法成立までの間に授爵されたグレートブリテン王国における貴族の総称。イングランド貴族とスコットランド貴族に替わるもので、1801年より連合王国貴族が新設されるまで続いた。
1999年貴族院法が成立するまで、全てのグレートブリテン貴族は貴族院に議席を持っていた。グレートブリテン貴族は、公爵、侯爵、伯爵、子爵、男爵で構成される。

## 現存するグレートブリテン貴族一覧

### 公爵家
- マンチェスター公爵（1719年）モンタギュー家
- ノーサンバーランド公爵（1766年）パーシー家

### 侯爵家
- ランズダウン侯爵（1784年）ペティ＝フィッツモーリス家
- タウンゼンド侯爵（1787年）タウンゼンド家
- ソールズベリー侯爵（1789年）ガスコイン＝セシル家
- バース侯爵（1789年）シン家
- ハートフォード侯爵（1793年）シーモア家
- ビュート侯爵（1796年）クライトン＝ステュアート家

### 伯爵家
- フェラーズ伯爵（1711年）：シャーリー家
- ダートマス伯爵（1711年）：レッグ家
- タンカーヴィル伯爵（1714年）：ベネット家
- アイルズフォード伯爵（英語版）（1714年）：フィンチ＝ナイトレイ家
- マクルズフィールド伯爵（1721年）：パーカー家
- ウォルドグレイヴ伯爵（1729年）：ウォルドグレイヴ家（英語版）
- ハリントン伯爵（1742年）：スタンホープ家
- ポーツマス伯爵（英語版）（1743年）：ウォロップ家
- ウォリック伯爵（1759年）・ブロック伯爵（1746年）：グレヴィル家
- バッキンガムシャー伯爵（1746年）：ホバート＝ハンプデン家
- ギルフォード伯爵（1752年）：ノース家
- ハードウィック伯爵（1754年）：ヨーク家
- イルチェスター伯爵（1756年）：フォックス＝ストラングウェイズ家
- デ・ラ・ウェア伯爵（英語版）（1761年）：ウェスト家
- ラドナー伯爵（英語版）（1765年）：プリーデル・ブーベリー家
- スペンサー伯爵（1765年）：スペンサー家
- バサースト伯爵（1772年）：バサースト家
- クラレンドン伯爵（1776年）：ヴィリアーズ家
- マンスフィールド伯爵（1776年）・マンスフィールド伯爵（1792年）：マレー家
- マウント・エッジカム伯爵（英語版）（1789年）：エッジカム家
- フォーテスキュー伯爵（英語版）（1789年）：フォーテスキュー家
- カーナーヴォン伯爵（1793年）：ハーバート家（英語版）
- カドガン伯爵（1800年）：カドガン家
- マームズベリー伯爵（1800年）：ハリス家

### 子爵家
- ボリングブルック子爵（1712年）・シンジョン子爵（1716年）：シンジョン家
- コバム子爵（1718年）：リトルトン家
- ファルマス子爵（1720年）：ボスコーエン家
- トリントン子爵（1721年）：ビング家
- フッド子爵（1796年）：フッド家

### 男爵家
- ミドルトン男爵（英語版）（1712年）：ウィロビー家
- ウォルポール男爵（1723年）：ウォルポール家（英語版）
- モンソン男爵（英語版）（1728年）：モンソン家
- ボストン男爵（英語版）（1761年）：ボテラー家
- ヴァーノン男爵（英語版）（1762年）：ヴァーノン＝ハーコート家
- ディグビー男爵（英語版）（1765年）：ディグビー家
- ホーク男爵（1776年）：ホーク家
- ブラウンロー男爵（1776年）：カスト家
- フォーリー男爵（英語版）（1776年）：フォーリー家
- ディネヴァー男爵（英語版）（1780年）：リース家
- ウィルシンガム男爵（英語版）（1780年）：ド・グレイ家
- バゴット男爵（英語版）（1780年）：バゴット家
- サウサンプトン男爵（1780年）：フィッツロイ家
- グラントリー男爵（英語版）（1782年）：ノートン家
- ロドニー男爵（1782年）：ロドニー家
- サマーズ男爵（英語版）（1784年）：サマーズ＝コックス家
- サフィールド男爵（英語版）（1786年）：ハーバード＝ハモンド家
- ケニオン男爵（英語版）（1788年）：ティレル＝ケニオン家
- ブレイブルック男爵（英語版）（1788年）：ネヴィル家
- サーロー男爵（英語版）（1792年）：ハヴェル＝サーロー＝カミング＝ブルース家
- オークランド男爵（1793年）：イーデン家
- キャリントン男爵（1796年）：キャリントン家
- ボルトン男爵（英語版）（1797年）：オード＝ポーレット家
- リルフォード男爵（英語版）（1797年）：ポウィス家